# Nižepole
Nižepole (makedonska: Нижеполе) är en ort i Nordmakedonien. Den ligger i den sydvästra delen av landet, 110 kilometer söder om huvudstaden Skopje. Nižepole ligger 1 034 meter över havet och antalet invånare är 505.